# Endeavour Mining
Endeavour Mining plc ist ein britisches Goldproduktionsunternehmen mit Sitz in London. Das Unternehmen betreibt Anlagen in Burkina Faso, im Senegal und an der Elfenbeinküste. Die Erschließungsprojekte und Explorationsanlagen liegen im Birimian Greenstone Belt in Westafrika.
Die Produktion beträgt in Burkina Faso 58,9 %, im Senegal 23,1 % und an der Elfenbeinküste 18 % der Gesamtproduktion.
Das Unternehmen ist Mitglied im World Gold Council.
Das Unternehmen ist sowohl an der Londoner Börse als auch an der Toronto Stock Exchange in Kanada gelistet und Teil des britischen Aktienindexes FTSE 100 Index.
| Mine             | Anteil an der Produktion |
| ---------------- | ------------------------ |
| Sabodala Massawa | 23,1 %                   |
| Houndé           | 18,8 %                   |
| Ity              | 18 %                     |
| Mana             | 13,6 %                   |
| Boungou          | 11 %                     |
| Wahgnion         | 10,2 %                   |
| Karma            | 5,3 %                    |

## Geschichte
Das Unternehmen wurde 1988 von einem Team unter der Leitung von Neil Woodyer als Endeavour Financial gegründet. Es wandelte sich im frühen 21. Jahrhundert von der Bergbaufinanzierung zum Bergbaubetrieb. Es erwarb Etruscan Resources (einschließlich der Agbaou-Mine an der Elfenbeinküste) im Juni 2010.
Im Juni 2017 kündigte Endeavour an, Avnel Gold Mining Limited für 159 Millionen CAD zu kaufen. Avnel hielt eine 80 %-Beteiligung am Goldprojekt Kalana in Mali sowie Explorationsgenehmigungen in der Umgebung.
Im Juli 2020 erwarb das Unternehmen Semafo für seine Goldminen Mana und Boungou in Burkina Faso. Im Februar 2021 erwarb das Unternehmen die Teranga Gold Corporation für ihre Goldmine Sabodala-Massawa im Senegal und ihre Goldmine Wahgnion in Burkina Faso. Das Unternehmen wurde im Juni 2021 an der Londoner Börse gelistet.